# Ferdinand Cohn
Ferdinand Julius Cohn (n. 24 ianuarie 1828, Breslau, Regatul Prusiei – d. 25 iunie 1898, Breslau, Reich-ul German) a fost un biolog german. Este considerat a fi unul dintre fondatorii bacteriologiei moderne, fiind primul care a clasificat bacteriile pe baza morfologiei lor.
Și-a luat doctoratul la Universitatea din Berlin, la vârsta de 19 ani.
În anul 1885, a primit Medalia Leeuwenhoek, iar în anul 1895 a primit Medalia Linné.